# Ali AlQarni
Ali AlQarni (arab. علي القرني) – astronauta pochodzący z Arabii Saudyjskiej, który został wybrany do misji Axiom Mission 2 przez Saudyjską Agencję Kosmiczną.
22 maja 2023 roku AlQarni przybył na pokład Międzynarodowej Stacji Kosmicznej na pokładzie statku Crew Dragon należącego do amerykańskiej firmy SpaceX wraz z Rayyanah Barnawi, Johnem Shoffnerem i byłą astronautką NASA; Peggy Whitson. Podczas jego ośmiodniowego pobytu na Międzynarodowej Stacji Kosmicznej AlQarni przeprowadził kilka eksperymentów naukowych.
Stowarzyszenie Uczestników Lotów Kosmicznych (Association of Space Explorers) przyznało mu Universal Astronaut Insignia za lot orbitalny (nr 599).